# Lista över Republiken Kinas presidenter

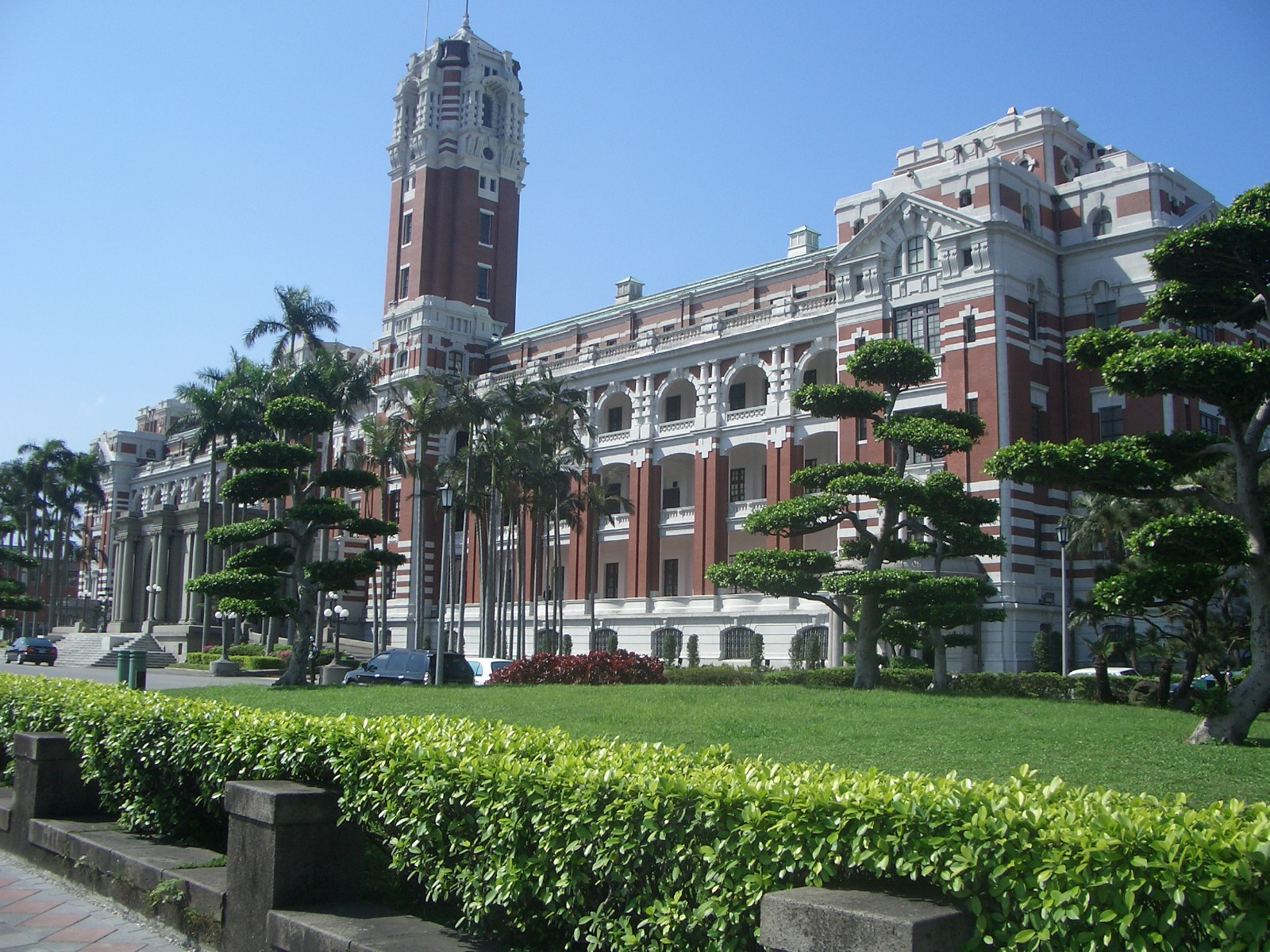
Det nuvarande presidentpalatset i Taipei.

Republiken Kina utropades 1912 och har sedan dess sett en rad statschefer som innheaft olika formella titlar. Titeln provisorisk president användes till 1912, medan Kuomintang efter maktövertagandet 1928 nyttjade titeln Nationell regeringsordförande. Titeln president (Zongtong) antogs i och med 1947 års konstitution, som trädde i kraft följande år. Från och med 1949 har Republiken Kina endast utövat jurisdiktion över Taiwan och delar av Fujians skärgård.

## Färgförklaring
Partilösa
      Tongmenghui
      Olika fraktioner av krigsherrar.
      Progressiva partiet
      Kuomintang (Nationalistpartiet)
      Demokratiska framstegspartiet

## Presidenter i Republiken Kinas provisoriska regering (1912)
| Nr | Porträtt                                                         | Namn (Födelse–död)                         | Mandatperiod   | Mandatperiod    | Politiskt parti | Vicepresident |
| -- | ---------------------------------------------------------------- | ------------------------------------------ | -------------- | --------------- | --------------- | ------------- |
| 1  |                                                                  | Sun Yat-sen 孫文 Sūn Wén (1866–1925)       | 1 januari 1912 | 1 april 1912    | Tongmenghui     | Li Yuanhong   |
| 1  | Den förste presidenten i Republiken Kinas provisoriska regering. | Sun Yat-sen 孫文 Sūn Wén (1866–1925)       |                |                 |                 |               |
| 2  |                                                                  | Yuan Shikai 袁世凱 Yuán Shìkǎi (1859–1915) | 10 mars 1912   | 10 oktober 1913 | Beiyang-klicken | Li Yuanhong   |
| 2  | Den förste presidenten i Republiken Kinas provisoriska regering. | Yuan Shikai 袁世凱 Yuán Shìkǎi (1859–1915) |                |                 |                 |               |

## Presidenter i Beiyang-regeringen i Peking (10 oktober 1913 - 2 juni 1928)
| Nr | Porträtt                                                                        | Namn (Födelse–död)                                            | Mandatperiod     | Mandatperiod     | Politiskt parti        | Vicepresident |
| -- | ------------------------------------------------------------------------------- | ------------------------------------------------------------- | ---------------- | ---------------- | ---------------------- | ------------- |
| 1  |                                                                                 | Yuan Shikai 袁世凱 Yuán Shìkǎi (1859–1915)                    | 10 oktober 1913  | 6 juni 1916      | Beiyang-klicken.       | Li Yuanhong   |
| 1  | Återinförde monarkin från den 12 december 1915 till den 22 mars 1916.           | Yuan Shikai 袁世凱 Yuán Shìkǎi (1859–1915)                    |                  |                  |                        |               |
| 2  |                                                                                 | Li Yuanhong 黎元洪 Lí Yuánhóng (1864–1928)                    | 7 juni 1916      | 17 juli 1917     | Progressiva partiet    | Feng Guozhang |
| 2  | Zhang Xun återupprättade Qingdynastin från 1 juli till 12 juli 1917.            | Li Yuanhong 黎元洪 Lí Yuánhóng (1864–1928)                    |                  |                  |                        |               |
| 3  |                                                                                 | Feng Guozhang 馮國璋 Féng Guózhāng (1859–1919)                | 17 juli 1917     | 10 oktober 1918  | Zhili-klicken          | vakant        |
| 3  |                                                                                 |                                                               |                  |                  |                        |               |
| 4  |                                                                                 | Xu Shichang 徐世昌 Xú Shìchāng (1855–1939)                    | 10 oktober 1918  | 2 juni 1922      | Anhui-klicken          | vakant        |
| 4  |                                                                                 |                                                               |                  |                  |                        |               |
| —  |                                                                                 | Zhou Ziqi 周自齊 Zhōu Zìqí (1871–1923)                        | 2 juni 1922      | 11 juni 1922     | Kommunikations-klicken | vakant        |
| —  |                                                                                 |                                                               |                  |                  |                        |               |
| 5  |                                                                                 | Li Yuanhong 黎元洪 Lí Yuánhóng (1864–1928)                    | 11 juni 1922     | 13 juni 1923     | Studie-klicken         | vakant        |
| 5  |                                                                                 |                                                               |                  |                  |                        |               |
| —  |                                                                                 | Gao Lingwei 高凌霨 Gāo Língwèi (1868–1939)                    | 14 juni 1923     | 10 oktober 1923  | Partilös               | vakant        |
| —  |                                                                                 |                                                               |                  |                  |                        |               |
| 6  |                                                                                 | Cao Kun 曹錕 Cáo Kūn (1862–1938)                              | 10 oktober 1923  | 2 november 1924  | Zhili-klicken          | vakant        |
| 6  |                                                                                 |                                                               |                  |                  |                        |               |
| —  |                                                                                 | Huang Fu 黃郛 Huáng Fú (1883–1936)                            | 2 november 1924  | 24 november 1924 | Partilös               | vakant        |
| —  |                                                                                 |                                                               |                  |                  |                        |               |
| —  |                                                                                 | Duan Qirui 段祺瑞 Duàn Qíruì (1865–1936)                      | 24 november 1924 | 20 april 1926    | Anhui-klicken          | vakant        |
| —  | Duan Qirui var provisorisk statschef istället för president.                    | Duan Qirui 段祺瑞 Duàn Qíruì (1865–1936)                      |                  |                  |                        |               |
| —  |                                                                                 | Hu Weide 胡惟德 Hú Wéidé (1863–1933)                          | 20 april 1926    | 13 maj 1926      | Partilös               | vakant        |
| —  |                                                                                 |                                                               |                  |                  |                        |               |
| —  |                                                                                 | W.W. Yan Yan Huiqing 顏惠慶 Yán Huìqìng (1877–1950)           | 13 maj 1926      | 22 juni 1926     | Partilös               | vakant        |
| —  |                                                                                 |                                                               |                  |                  |                        |               |
| —  |                                                                                 | Du Xigui 杜錫珪 Dù Xīguī (1875–1933)                          | 22 juni 1926     | 1 oktober 1926   | Zhili-klicken          | vakant        |
| —  |                                                                                 |                                                               |                  |                  |                        |               |
| —  |                                                                                 | V.K. Wellington Koo Koo Vi-kyuin 顧維鈞 Gù Wéijūn (1887–1985) | 1 oktober 1926   | 17 juni 1927     | Partilös               | vakant        |
| —  |                                                                                 |                                                               |                  |                  |                        |               |
| —  |                                                                                 | Zhang Zuolin 張作霖 Zhāng Zuòlín (1875–1928)                  | 18 juni 1927     | 2 juni 1928      | Fengtian-klicken       | vakant        |
| —  | Zhang Zuolin var "generalissimus för militärregeringen" istället för president. | Zhang Zuolin 張作霖 Zhāng Zuòlín (1875–1928)                  |                  |                  |                        |               |

## Ordförande i den Nationella regeringen (18 april 1927 - 20 maj 1948)
Statschefen i den Nationella regeringen (國民政府) bar den officiella titeln "ordförande" under den politiska perioden av förmyndarskap (訓政時期) enligt Sun Yat-sens teori om de tre folkprinciperna .
| Nr | Porträtt | Namn (Födelse–död)                                  | Mandatperiod     | Mandatperiod     | Politiskt parti | Vicepresident |
| -- | -------- | --------------------------------------------------- | ---------------- | ---------------- | --------------- | ------------- |
| 1  |          | Tan Yankai 譚延闓 Tán Yánkǎi (1880–1930)            | 7 februari 1928  | 10 oktober 1928  | Kuomintang      | vakant        |
| 1  |          |                                                     |                  |                  |                 |               |
| 2  |          | Chiang Kai-shek 蔣中正 Jiǎng Zhōngzhèng (1887–1975) | 10 oktober 1928  | 15 december 1931 | Kuomintang      | vakant        |
| 2  |          |                                                     |                  |                  |                 |               |
| 3  |          | Lin Sen 林森 Lín Sēn (1868–1943)                    | 15 december 1931 | 1 augusti 1943   | Kuomintang      | vakant        |
| 3  |          |                                                     |                  |                  |                 |               |
| 4  |          | Chiang Kai-shek 蔣中正 Jiǎng Zhōngzhèng (1887–1975) | 1 augusti 1943   | 20 maj 1948      | Kuomintang      | vakant        |
| 4  |          |                                                     |                  |                  |                 |               |

## Presidenter valda enligtRepubliken Kinas konstitution1947
Period: 20 maj 1948 - 20 maj 1996
| Nr | Porträtt | Namn                                                | Mandatperiod    | Mandatperiod    | Politiskt parti | Vicepresident                                                                             |
| -- | --- | --------------------------------------------------- | --------------- | --------------- | --------------- | ----------------------------------------------------------------------------------------- |
| 1  | | Chiang Kai-shek 蔣中正 Jiǎng Zhōngzhèng (1887–1975) | 20 maj 1948     | 21 januari 1949 | Kuomintang      | Li Zongren                                                                                |
| 1  | Avgick efter en serie nederlag mot kommunisterna i det kinesiska inbördeskriget. | Chiang Kai-shek 蔣中正 Jiǎng Zhōngzhèng (1887–1975) |                 |                 |                 |                                                                                           |
| —  | | Li Zongren 李宗仁 Lǐ Zōngrén (1890–1969)            | 21 januari 1949 | 1 mars 1950     | Kuomintang      | vakant                                                                                    |
| —  | Tillförordnad president efter Chiang Kai-shek avgång. | Li Zongren 李宗仁 Lǐ Zōngrén (1890–1969)            |                 |                 |                 |                                                                                           |
| 1  | | Chiang Kai-shek 蔣中正 Jiǎng Zhōngzhèng (1887–1975) | 1 mars 1950     | 5 april 1975    | Kuomintang      | Li Zongren (1950–1954) Chen Cheng (1954–1965) vakant (1965–1966) Yen Chia-kan (1966–1975) |
| 1  | Genomförde flytten av Kuomintangs regering till Taiwan efter nederlaget i inbördeskriget. Avled i tjänsten.                                                                                          | Chiang Kai-shek 蔣中正 Jiǎng Zhōngzhèng (1887–1975) |                 |                 |                 |                                                                                           |
| 2  | | C.K. Yen Yen Chia-kan 嚴家淦 Yán Jiāgàn (1905–1993) | 6 april 1975    | 20 maj 1978     | Kuomintang      | vakant                                                                                    |
| 2  | Premiärminister (1963–1972). Som Chiang Kai-sheks vicepresident efterträdde han Chiang på presidentposten och fullbordade dennes mandatperiod.                                                       | C.K. Yen Yen Chia-kan 嚴家淦 Yán Jiāgàn (1905–1993) |                 |                 |                 |                                                                                           |
| 3  | | Chiang Ching-kuo 蔣經國 Jiǎng Jīngguó (1910–1988)   | 20 maj 1978     | 13 januari 1988 | Kuomintang      | Hsieh Tung-min (1978–1984) Lee Teng-hui (1984–1988)                                       |
| 3  | Chiang Kai-sheks son. Avskaffade undantagstillståndet som varit kraft sedan 1947 och avled på sin post.                                                                                              | Chiang Ching-kuo 蔣經國 Jiǎng Jīngguó (1910–1988)   |                 |                 |                 |                                                                                           |
| 4  | | Lee Teng-hui 李登輝 Lǐ Dēnghuī (1923–2020)          | 13 januari 1988 | 20 maj 1996     | Kuomintang      | vakant (1988–1990) Li Yuan-zu (1990–1996)                                                 |
| 4  | Som Chiang Ching-kuos vicepresident övertog han presidentposten vid dennes död och fullbordades dennes mandatperiod. Lee blev den förste Taiwan-födde presidenten och inledde demokratiska reformer. | Lee Teng-hui 李登輝 Lǐ Dēnghuī (1923–2020)          |                 |                 |                 |                                                                                           |

## Presidenter efter införandet av direkta presidentval
Period: 20 maj 1996 - idag
| Nr | Porträtt | Namn                                         | Mandatperiod; Valperiod | Mandatperiod; Valperiod | Politiskt parti               | Vicepresident                                   |
| -- | --- | -------------------------------------------- | ----------------------- | ----------------------- | ----------------------------- | ----------------------------------------------- |
| 4  | | Lee Teng-hui 李登輝 Lǐ Dēnghuī (1923–2020)   | 20 maj 1996             | 20 maj 2000             | Kuomintang                    | Lien Chan                                       |
| 4  | 1996 | Lee Teng-hui 李登輝 Lǐ Dēnghuī (1923–2020)   |                         |                         | Kuomintang                    | Lien Chan                                       |
| 4  | Taipeis borgmästare (1978–1981), Taiwans guvernör (1981–1984), vicepresident (1984–1988). Den förste presidenten utsedd genom direkta val.                                                                   | Lee Teng-hui 李登輝 Lǐ Dēnghuī (1923–2020)   |                         |                         |                               |                                                 |
| 5  | | Chen Shui-bian 陳水扁 Chén Shuǐbiǎn (1950– ) | 20 May 2000             | 20 May 2008             | Demokratiska framstegspartiet | Annette Lu                                      |
| 5  | 2000, 2004 | Chen Shui-bian 陳水扁 Chén Shuǐbiǎn (1950– ) |                         |                         | Demokratiska framstegspartiet | Annette Lu                                      |
| 5  | Ledamot i lagstiftande rådet för Taipeis första distrikt (1990–1994), Taipeis borgmästare (1994–1998). Förste presidenten från Pan-gröna koalitionen och som förespråkat formell självständighet för Taiwan. | Chen Shui-bian 陳水扁 Chén Shuǐbiǎn (1950– ) |                         |                         |                               |                                                 |
| 6  | | Ma Ying-jeou 馬英九 Mǎ Yīngjiǔ (1950– )      | 20 maj 2008             | 20 maj 2016             | Kuomintang                    | Vincent Siew (2008–2012) Wu Den-yih (2012–2016) |
| 6  | 2008, 2012 | Ma Ying-jeou 馬英九 Mǎ Yīngjiǔ (1950– )      |                         |                         | Kuomintang                    | Vincent Siew (2008–2012) Wu Den-yih (2012–2016) |
| 6  | Justitieminister (1993–1996), Taipeis borgmästare (1998–2006). | Ma Ying-jeou 馬英九 Mǎ Yīngjiǔ (1950– )      |                         |                         |                               |                                                 |
| 7  | | Tsai Ing-wen 蔡英文 Cài Yīngwén (1956– )     | 20 maj 2016             | innehar ämbetet         | Demokratiska framstegspartiet | Chen Chien-jen (2016–2020) Lai Ching-te (2020-  |
| 7  | 2016, 2020 | Tsai Ing-wen 蔡英文 Cài Yīngwén (1956– )     |                         |                         | Demokratiska framstegspartiet | Chen Chien-jen (2016–2020) Lai Ching-te (2020-  |
| 7  | |                                              |                         |                         |                               |                                                 |